# (11241) Eckhout
(11241) Eckhout (6792 P-L) – planetoida z grupy pasa głównego asteroid okrążająca Słońce w ciągu 4,99 lat w średniej odległości 2,92 j.a. Odkryta 24 września 1960 roku.